# Aïn El Ibel
Aïn El Ibel est une commune de la wilaya de Djelfa en Algérie.